# Arnoliseus
Arnoliseus là một chi nhện trong họ Salticidae.